# 68e Golden Globe Awards
De 68e Golden Globe Awards, waarbij de prijzen werden uitgereikt in verschillende categorieën voor de beste films en beste televisieprogramma's van 2010, het vond plaats op 16 januari 2011 in het Beverly Hilton Hotel in Beverly Hills, Californië. De ceremonie werd gepresenteerd door Ricky Gervais.

## Winnaars en genomineerde

### Film

#### Beste dramafilm
- The Social Network
  - Black Swan
  - The Fighter
  - Inception
  - The King's Speech

#### Beste komische of muzikale film
- The Kids Are All Right
  - Alice in Wonderland
  - Burlesque
  - RED
  - The Tourist

#### Beste Regisseur
- David Fincher - The Social Network
  - Darren Aronofsky - Black Swan
  - Tom Hooper - The King's Speech
  - Christopher Nolan - Inception
  - David O. Russell - The Fighter

#### Beste acteur in een dramafilm
- Colin Firth - The King's Speech
  - Jesse Eisenberg - The Social Network
  - James Franco - 127 Hours
  - Ryan Gosling - Blue Valentine
  - Mark Wahlberg - The Fighter

#### Beste actrice in een dramafilm
- Natalie Portman - Black Swan
  - Halle Berry - Frankie and Alice
  - Nicole Kidman - Rabbit Hole
  - Jennifer Lawrence - Winter's Bone
  - Michelle Williams - Blue Valentine

#### Beste acteur in komische of muzikale film
- Paul Giamatti - Barney's Version
  - Johnny Depp - Alice in Wonderland
  - Johnny Depp - The Tourist
  - Jake Gyllenhaal - Love and Other Drugs
  - Kevin Spacey - Casino Jack

#### Beste actrice in een komische of muzikale film
- Annette Bening - The Kids Are All Right
  - Anne Hathaway - Love and Other Drugs
  - Angelina Jolie - The Tourist
  - Julianne Moore - The Kids Are All Right
  - Emma Stone - Easy A

#### Beste mannelijke bijrol
- Christian Bale - The Fighter
  - Michael Douglas - Wall Street: Money Never Sleeps
  - Andrew Garfield - The Social Network
  - Jeremy Renner - The Town
  - Geoffrey Rush - The King's Speech

#### Beste vrouwelijke bijrol
- Melissa Leo - The Fighter
  - Amy Adams - The Fighter
  - Helena Bonham Carter - The King's Speech
  - Mila Kunis -  Black Swan
  - Jacki Weaver - Animal Kingdom

#### Beste script
- Aaron Sorkin - The Social Network
  - Simon Beaufoy & Danny Boyle - 127 Hours
  - Stuart Blumber & Lisa Cholodenko - The Kids Are All Right
  - Christopher Nolan - Inception
  - David Seidler - The King's Speech

#### Beste filmmuziek
- Trent Reznor & Atticus Ross - The Social Network
  - Alexandre Desplat - The King's Speech
  - Danny Elfman - Alice in Wonderland
  - A.R. Rahman - 127 Hours
  - Hans Zimmer - Inception

#### Beste filmsong
- "You Haven't Seen the Last of Me" – Burlesque
  - "Bound to You" – Burlesque
  - "Coming Home" – Country Strong
  - "I See the Light" – Rapunzel
  - "There's a Place For Us" – The Chronicles of Narnia: The Voyage of the Dawn Treader

#### Beste buitenlandse film
- Hævnen - Denemarken
  - Biutiful - Mexico
  - Le concert - Frankrijk
  - The Edge - Rusland
  - Io sono l'amore - Italië

#### Beste animatiefilm
- Toy Story 3
  - Despicable Me
  - How to Train Your Dragon
  - The Illusionist
  - Rapunzel

### Televisie

#### Beste dramaserie
- Boardwalk Empire
  - Dexter
  - The Good Wife
  - Mad Men
  - The Walking Dead

#### Beste komische of muzikale serie
- Glee
  - 30 Rock
  - The Big Bang Theory
  - The Big C
  - Modern Family
  - Nurse Jackie

#### Beste televisiefilm of miniserie
- Carlos
  - The Pacific
  - The Pillars of the Earth
  - Temple Grandin
  - You Don't Know Jack

#### Beste acteur in een dramaserie
- Steve Buscemi - Boardwalk Empire
  - Bryan Cranston - Breaking Bad
  - Michael C. Hall - Dexter
  - Jon Hamm - Mad Men
  - Hugh Laurie - House

#### Beste actrice in een dramaserie
- Katey Sagal - Sons of Anarchy
  - Julianna Margulies - The Good Wife
  - Elisabeth Moss - Mad Men
  - Piper Perabo - Covert Affairs
  - Kyra Sedgwick - The Closer

#### Beste acteur in een komische of muzikale serie
- Jim Parsons - The Big Bang Theory
  - Alec Baldwin - 30 Rock
  - Steve Carell - The Office US
  - Thomas Jane - Hung
  - Matthew Morrison - Glee

#### Beste actrice in een komische of muzikale serie
- Laura Linney - The Big C
  - Toni Collette - United States of Tara
  - Edie Falco - Nurse Jackie
  - Tina Fey - 30 Rock
  - Lea Michele - Glee

#### Beste acteur in een miniserie of televisiefilm
- Al Pacino - You Don't Know Jack
  - Idris Elba - Luther
  - Ian McShane - The Pillars of the Earth
  - Dennis Quaid - The Special Relationship
  - Édgar Ramírez - Carlos

#### Beste actrice in een miniserie of televisiefilm
- Claire Danes - Temple Grandin
  - Hayley Atwell - The Pillars of the Earth
  - Judi Dench - Return to Cranford
  - Romola Garai - Emma
  - Jennifer Love Hewitt - The Client List

#### Beste mannelijke bijrol in een televisieserie, miniserie of televisiefilm
- Chris Colfer - Glee
  - Scott Caan - Hawaii Five-0
  - Chris Noth - The Good Wife
  - Eric Stonestreet - Modern Family
  - David Strathairn - Temple Grandin

#### Beste vrouwelijke bijrol in een televisieserie, miniserie of televisiefilm
- Jane Lynch - Glee
  - Hope Davis - The Special Relationship
  - Kelly Macdonald - Boardwalk Empire
  - Julia Stiles - Dexter
  - Sofía Vergara - Modern Family